# N'importe qui (album)
Pour les articles homonymes, voir N'importe qui.
 (juin 2020).
Si vous disposez d'ouvrages ou d'articles de référence ou si vous connaissez des sites web de qualité traitant du thème abordé ici, merci de compléter l'article en donnant les références utiles à sa vérifiabilité et en les liant à la section « Notes et références ».
N'importe qui est une compilation d'Éric Lapointe composée d'un disque compact et d'un DVD.
Sur le disque compact, se trouvent réunis certains succès d'Éric Lapointe publiés en 1994 et 2006. Le DVD quant à lui contient des clips vidéos.
L'album est certifié disque d'or par Music Canada en 2006.

## Liste des titres
| 1.  | Terre promise (Nouvelle version)  |  |
| 2.  | Marie-Stone                       |  |
| 3.  | Deux fois la même histoire        |  |
| 4.  | D'l'amour j'en veux pus           |  |
| 5.  | Je rêve encore (Nouvelle version) |  |
| 6.  | Bobépine                          |  |
| 7.  | Loadé comme un gun                |  |
| 8.  | Laisse-moi seul                   |  |
| 9.  | Rien à regretter                  |  |
| 10. | Mon ange                          |  |
| 11. | Tendre Fesse                      |  |
| 12. | Ma gueule                         |  |
| 13. | Qu'est-ce que ça peut ben faire ? |  |
| 14. | Un beau grand slow                |  |
| 15. | La Bartendresse                   |  |
| 16. | Tatoo                             |  |
| 17. | N'importe quoi (Nouvelle version) |  |

| 1.  | Terre promise                     |  |
| 2.  | Marie-Stone (2 versions)          |  |
| 3.  | Deux fois la même histoire        |  |
| 4.  | D'l'amour, j'en veux pus          |  |
| 5.  | Je rêve encore (inédit)           |  |
| 6.  | Bobépine                          |  |
| 7.  | Les Boys                          |  |
| 8.  | Loadé comme un gun                |  |
| 9.  | Rocket                            |  |
| 10. | Laisse-moi seul                   |  |
| 11. | Rien à regretter                  |  |
| 12. | Mon ange                          |  |
| 13. | Tendre Fesse                      |  |
| 14. | Ma gueule                         |  |
| 15. | Le Boys blues band                |  |
| 16. | Qu'est-ce que ça peut ben faire ? |  |
| 17. | Un beau grand slow                |  |
| 18. | Loup blanc / Miam Maikan          |  |
| 19. | La Bartendresse                   |  |
| 20. | Tatoo                             |  |
| 21. | N'importe quoi (Nouvelle version) |  |